# تک‌پر حنایی-قهوه‌ای
تک‌پر حنایی‌قهوه‌ای یا تک‌روی حنایی‌قهوه‌ای (نام علمی: Cichlopsis leucogenys) نام یک گونه از تیره توکایان است.